# Ligne de Lutzelbourg à Drulingen
La ligne de Lutzelbourg à Drulingen est une ancienne ligne de chemin de fer française, à voie métrique, située dans le département de la Moselle et la circonscription administrative du Bas-Rhin. Elle reliait les gares de Lutzelbourg et de Drulingen, en passant par Phalsbourg. La ligne est aujourd'hui déclassée et déposée.
Elle constituait la ligne no 157 000 du réseau ferré national, et était surnommée « Eselbahn » (le chemin de fer des ânes) ; deux auberges, une à Lutzelbourg et une autre à Hangviller, portent d'ailleurs ce nom. Par ailleurs, l'embranchement entre Phalsbourg-Maisons-Rouges et le centre-ville de Phalsbourg constituait la ligne no 158 000 du réseau ferré national.

## Histoire

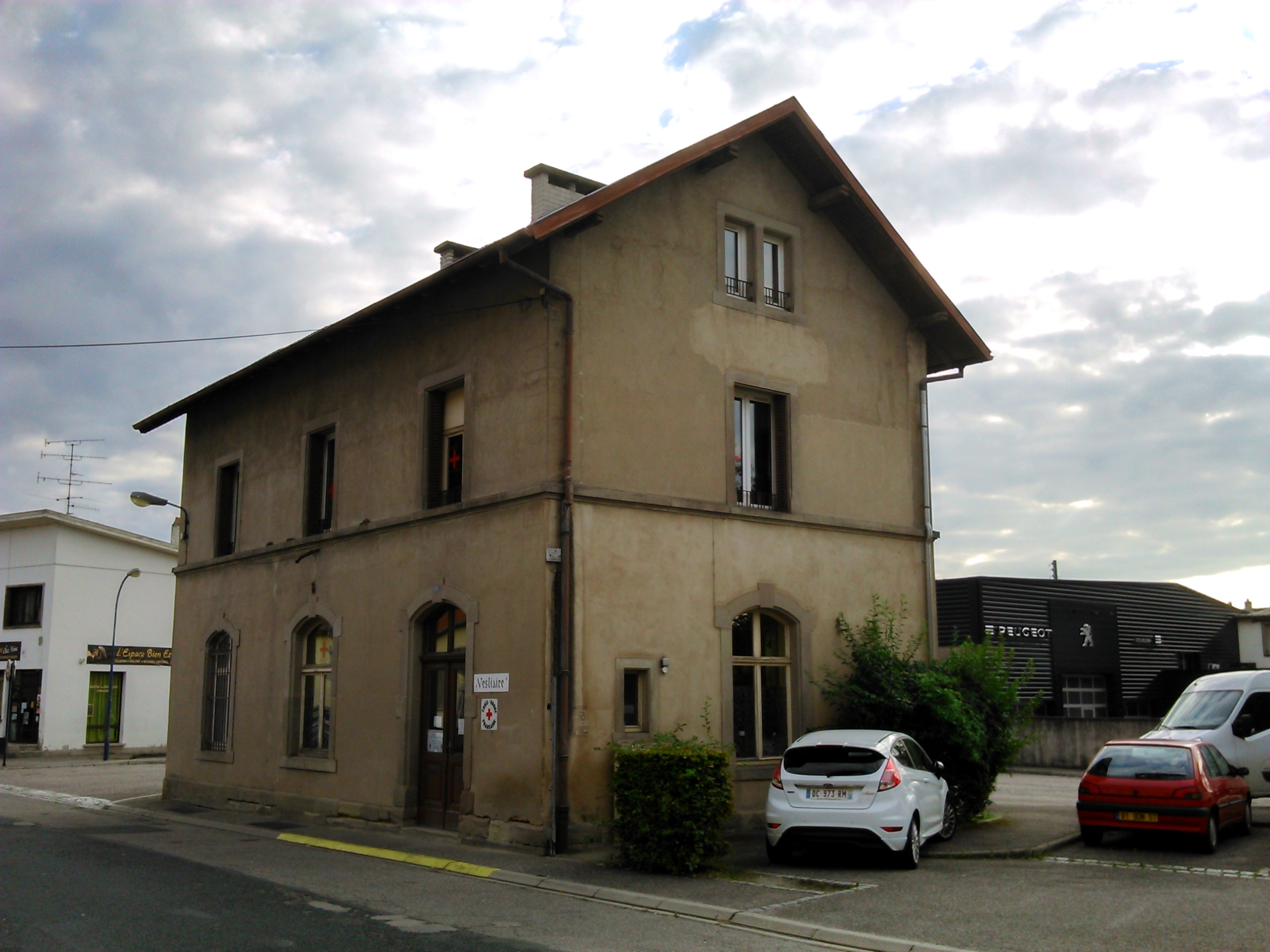
L'ancienne gare de Phalsbourg.

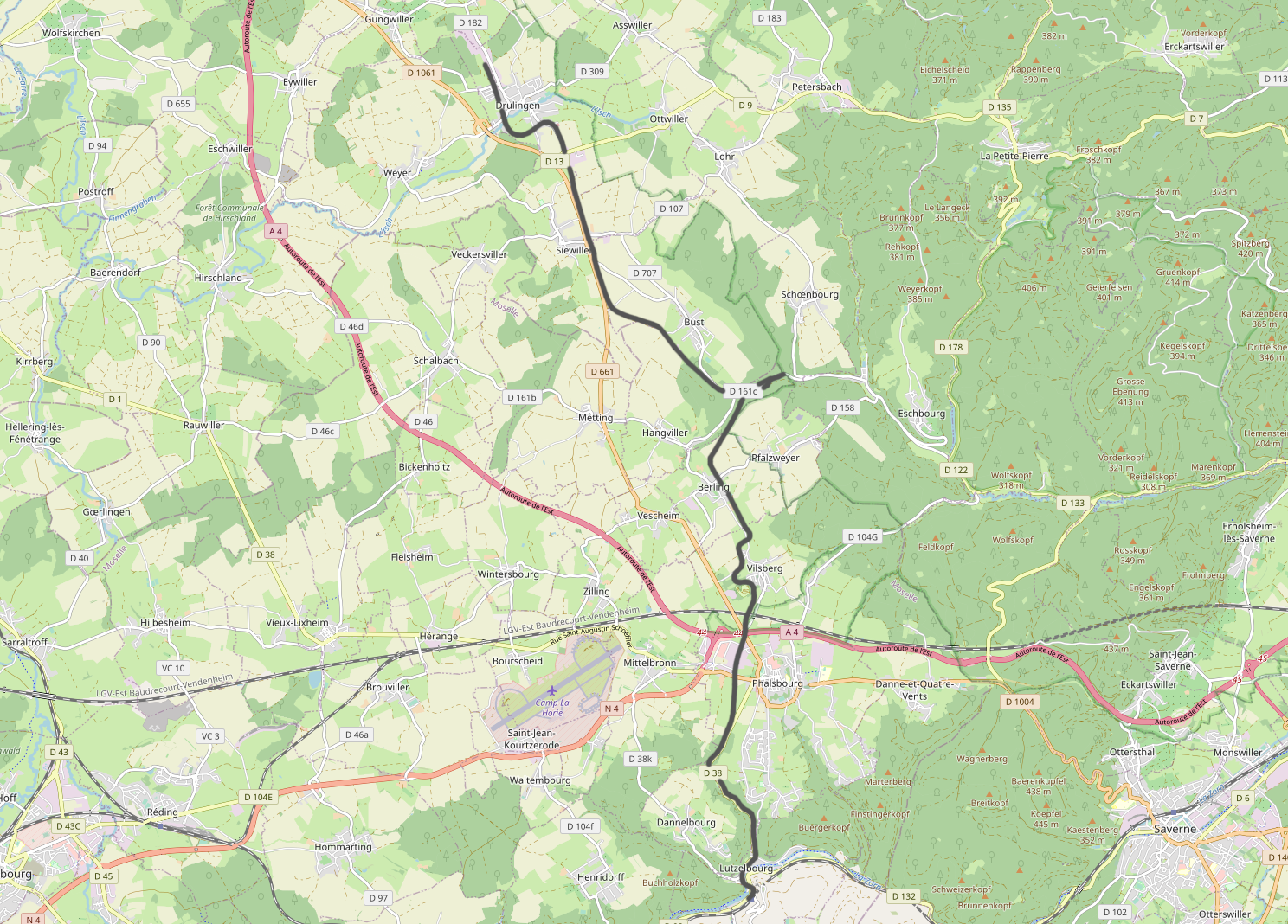
La ligne no 157000.

La ligne est concédée à la « Rappoltsweiler Strassenbahn » (RSB) par ordonnance du 22 juillet 1881.
Le premier tronçon entre Lutzelbourg et Phalsbourg-Maisons-Rouges (5,77 km) est mis en service le 1er septembre 1883. Un embranchement d'environ 800 mètres permettait la desserte du centre-ville de Phalsbourg.
L'exploitation de ligne est reprise par la « Pfalzburger Strassenbahn Gesellschaft » (Pf.Str.B.) en 1889. La Pf.Str.B. est rachetée par la Direction générale impériale des chemins de fer d'Alsace-Lorraine (EL) le 11 mai 1891.
Un second tronçon est ouvert entre Phalsbourg-Maisons-Rouges et Drulingen (14,26 km) le 1er octobre 1903.
Le 1er mai 1913, la ligne est prolongée d'1,96 km jusqu'à la nouvelle gare de Drulingen. L'ancienne gare étant alors renommée Drulingen-Est.
En 1914, le trafic quotidien était de sept départs dans le sens Lutzelbourg - Phalsbourg et quatre départs entre Phalsbourg et Drulingen. La durée du trajet était de 30 minutes entre Lutzelbourg et Phalsbourg et de 45 minutes entre Phalsbourg et Drulingen. 
Le dépôt se trouvait à Phalsbourg-Maisons-Rouges. En 1918, il comptait 5 locomotives 040 T, 10 voitures voyageurs, 3 fourgons et 88 wagons à 3 essieux.
Au service d'été 1932, on compte neuf départs dans le sens Lutzelbourg - Drulingen dont quatre limités à Phalsbourg et un limité à Graufthal. Dans le sens Drulingen - Lutzelbourg, on compte également neuf départs dont cinq limités depuis Phalsbourg. Les trains étaient composés de voitures de 2e et 3e classe. La durée totale du trajet était de 1h20.
En 1938, le trafic marchandises de la ligne (principalement des pierres de taille provenant des carrières de la région, du bois et des produits agricoles) était de 16 000 tonnes par an. 
La section Phalsbourg - Drulingen est fermée au service voyageurs le 3 octobre 1945 puis au service marchandises le 1er mars 1951. La section Maisons-Rouges - Phalsbourg est également fermée au service marchandises le 1er mars 1951. La section Lutzelbourg - Phalsbourg est fermée au service voyageurs le 1er octobre 1949 puis au service marchandises le 1er septembre 1953. L'intégralité de la ligne est déclassé le 12 novembre 1954. La dépose de la voie est effectuée en 1956.

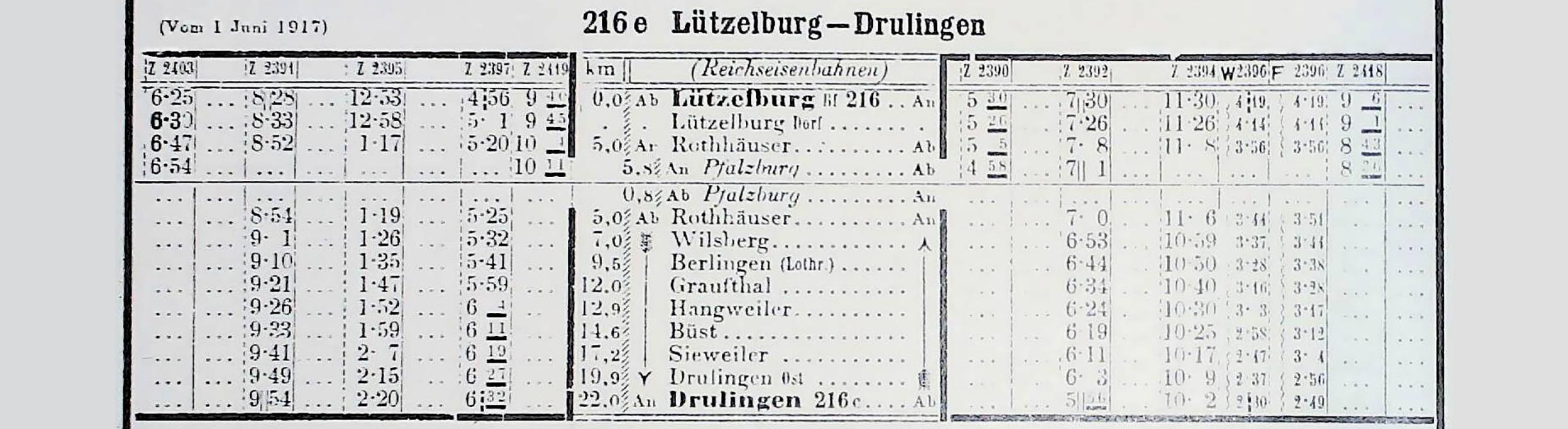
Horaire d'été 1917.
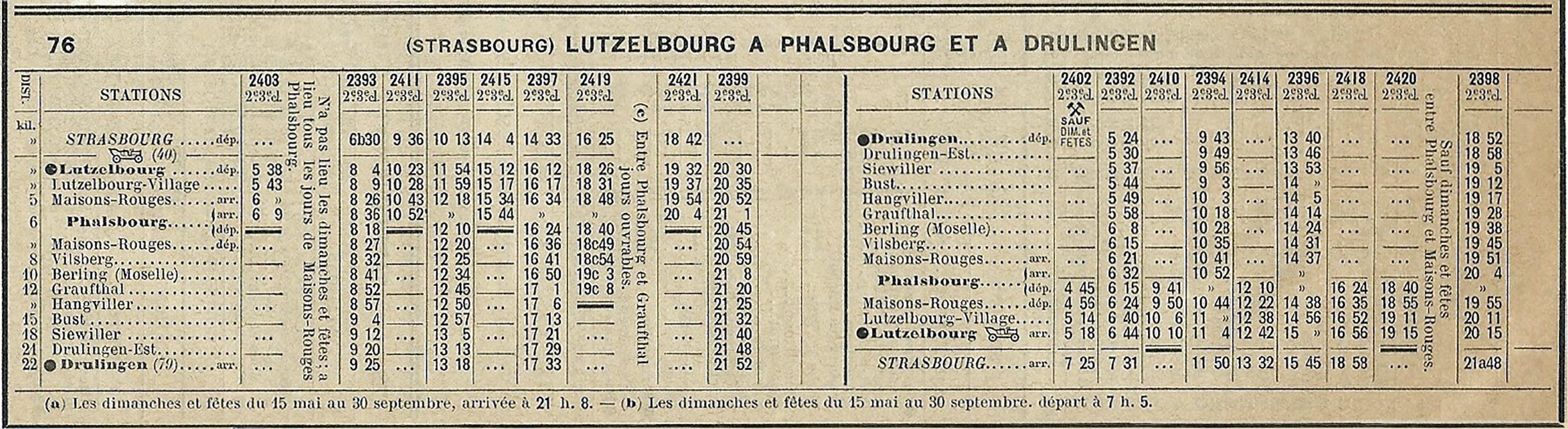
Horaire d'été 1932.

## Description de la ligne
La ligne desservait les gares et haltes de Lutzelbourg, Lutzelbourg-Village, Phalsbourg-Maisons-Rouges, Phalsbourg (embranchement), Vilsberg, Berling, Graufthal (qui nécessitait un rebroussement), Hangviller, Bust, Siewiller, Drulingen-Est et Drulingen.